# André Claveau

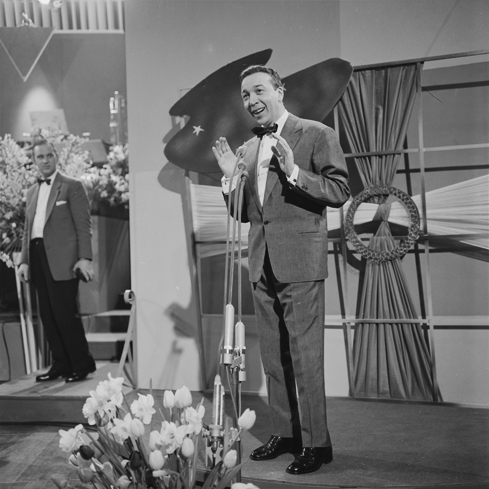
André Claveau op het Eurovisiesongfestival 1958

André Claveau (Parijs, 17 december 1911 - Brassac (Tarn), 14 juli 2003) was een Franse zanger.
In 1958 won hij het Eurovisiesongfestival met het liedje Dors, mon amour.

## Filmografie
- Le destin s'amuse (1949)
- Les vagabonds du rêve (1949)
- Cœur-sur-Mer (1951),
- Pas de vacances pour Monsieur le maire (1951),
- Un jour avec vous (1952)
- Les surprises d'une nuit de noces (1952)
- Rires de Paris (1953)
- Salutie baci (1953)
- French cancan (1955)
- Prisonniers de la brousse (1960)